# Karohatti, Tirumakudal Narsipur
Karohatti là một làng thuộc tehsil Tirumakudal Narsipur, huyện Mysore, bang Karnataka, Ấn Độ.